# پنجشنبه فرمان (فیلم)
«پنج‌شنبه فرمان» (انگلیسی: Maundy Thursday (film)) فیلمی در ژانر درام است که در سال ۲۰۰۶ منتشر شد.